# Luca Cadalora

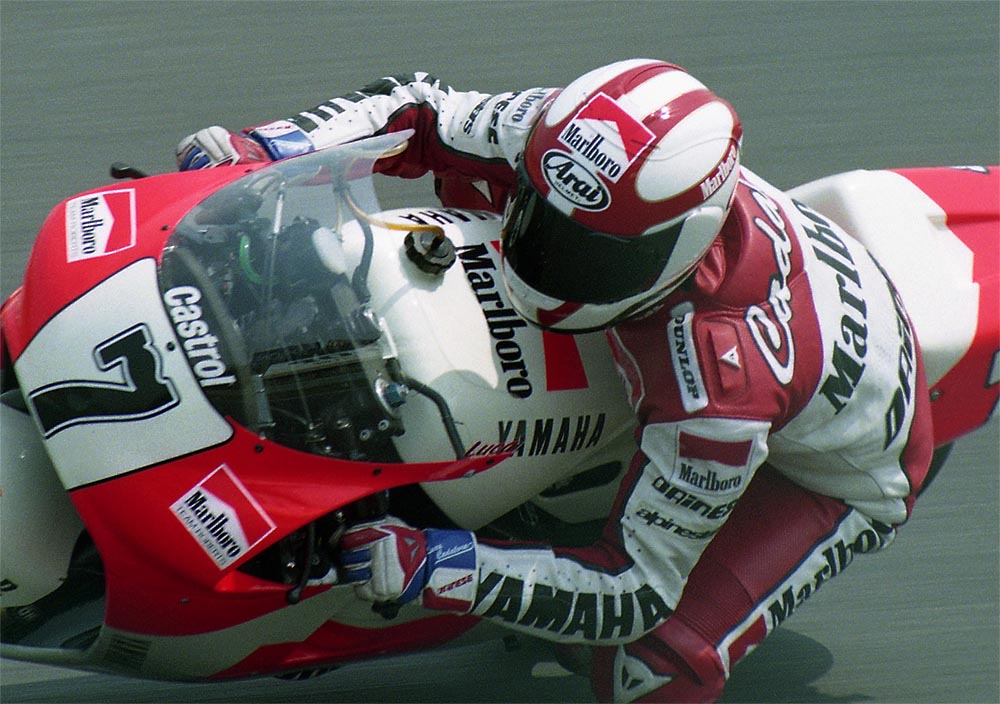
Luca Cadalora.

Luca Cadalora, född den 17 maj 1963 i Modena i Italien, är en före detta roadracingförare. 
Cadalora blev mästare i både 125GP och 250GP och nådde stora framgångar i 500GP. Han blev som bäst tvåa i VM i 500GP, men var på pallen tre år i rad. I stora klassen körde han både för Yamaha och Honda. Han tog sammanlagt 34 segrar i GP-sammanhang.

## Segrar 500GP
| Nummer | Grand Prix     | År   |
| ------ | -------------- | ---- |
| 1      | Storbritannien | 1993 |
| 2      | Italien        | 1993 |
| 3      | USA            | 1994 |
| 4      | Europa         | 1994 |
| 5      | Tjeckien       | 1995 |
| 6      | Brasilien      | 1995 |
| 7      | Malaysia       | 1996 |
| 8      | Tyskland       | 1996 |

## Segrar 250GP
| Nummer | Grand Prix     | År   |
| ------ | -------------- | ---- |
| 1      | Västtyskland   | 1988 |
| 2      | Storbritannien | 1988 |
| 3      | Spanien        | 1989 |
| 4      | Brasilien      | 1989 |
| 5      | Japan          | 1990 |
| 6      | Österrike      | 1990 |
| 7      | Storbritannien | 1990 |
| 8      | Japan          | 1991 |
| 9      | Australien     | 1991 |
| 10     | USA            | 1991 |
| 11     | Italien        | 1991 |
| 12     | Europa         | 1991 |
| 13     | Storbritannien | 1991 |
| 14     | San Marino     | 1991 |
| 15     | Malaysia       | 1991 |
| 16     | Japan          | 1992 |
| 17     | Australien     | 1992 |
| 18     | Malaysia       | 1992 |
| 19     | Italien        | 1993 |
| 20     | Europa         | 1993 |
| 21     | Ungern         | 1993 |
| 22     | Brasilien      | 1992 |

## Segrar 125GP
| Nummer | Grand Prix   | År   |
| ------ | ------------ | ---- |
| 1      | Västtyskland | 1986 |
| 2      | Österrike    | 1986 |
| 3      | Holland      | 1986 |
| 4      | Frankrike    | 1986 |